# 南沙薯藤
南沙薯藤也叫海牵牛，为旋花科番薯属的植物，分布于中南半岛、斯里兰卡、马达加斯加、澳大利亚、马来西亚、印度以及中国大陆的南沙群岛等地，多生在海滩。《中国植物志》中文版误将此种鉴定为细薯藤，在英文版中已更正。